# Loddon (rzeka w Australii)
Loddon – rzeka w Australii, prawy dopływ rzeki Murray. Długość 340 km. 
Rzeka Loddon jest wykorzystywana do nawadniania pól uprawnych.
Główne miasto nad rzeką to Swan Hill.